# 田中長一郎
田中 長一郎（たなか ちょういちろう、1881年 - 1969年）は、日本近代製鉄の礎を築いた二代目・田中長兵衛の長男。父を補佐し家業である製鉄・鉱山業を支えた。

## 生涯
東京は京橋区にて二代目長兵衛と母・よきの間に長男として生まれる。弟・長五郎（1883年生）あり。1896年（明治29年）4月に慶應義塾入社、幼稚舎を経て大学部に進む。1つ年上の従兄弟・横山長次郎と共に1901年（明治34年）の慶應大学庭球部創立メンバーの一人となり、同年秋に一橋大学と行った対抗戦にも出場。学業よりも実地を重んずる厳格な祖父（初代長兵衛）の方針に従い慶應義塾を退学すると、1907年（明治40年）頃から佐渡や生野、足尾、別子など全国の鉱山を視察して回った。父・二代目長兵衛が経営する田中商店に入ると本店の調査課に属し、現場の作業能率改善や経営の合理化に尽力。なお長一郎は1907年に岩崎タカ（貴子、1886年生）と結婚し、翌年長男の長三が生まれている。
1913年（大正2年）4月、父・長兵衛が浦賀船渠に日本初の純国産鋼製貨物船の製造を発注。翌年7月4日、長一郎は父及び横山久太郎父娘らと共に横須賀市浦賀で第五長久丸の進水式に出席した。横須賀鎮守府司令長官以下大勢の武官、横須賀市長や新聞記者ら約500人が来賓する盛大な式の一方で、明治末期からの慢性的な不況の影響を受け会社の経営は傾いていた。同年釜石鉱山を三井財閥に売却する話が持ち上がり、父・長兵衛は東京帝大冶金科出身で前釜石製鉄所技師長の香村小録に三井との交渉を任せた。
三井鉱山から牧田環と西村小次郎が釜石を訪れ調査し、同じく田中家の所有である台湾金瓜石鉱山への視察が決まると、1914年（大正3年）10月、三井の西村に香村や長一郎らも同行し現地調査を行った。その後三井側でなかなか話がまとまらないところに第一次大戦激化による鉄価格高騰となり、釜石の業績も回復したためこの話は打ち切りとなった。
1917年（大正6年）4月、これまで田中長兵衛の個人商店であった組織が株式会社化。田中鉱山株式会社となり、長一郎は副社長に就任した。翌1918年（大正7年）には後に八幡製鉄初代社長となる三鬼隆が入社し、長一郎の下で調査課に配属。その頃田中家が小笠原諸島で経営していたものの不振の事業があり、三鬼はその整理の任に当たって度々現地に出張した。この時の手腕を買われた三鬼は次に長一郎と共に台湾金瓜石鉱山への出張監査を命じられ、現地の弁護士に丸投げだった銀行や電力会社との取引の見直しを行って社長・長兵衛を大いに喜ばせた。
1919年（大正8年）11月、足尾銅山同盟会の一隊が釜石に乗り込み労働争議が勃発。警官隊200名の他、軍までが出動する騒ぎとなる。1920年（大正9年）3月には戦後恐慌が起こり重工業は特に大きな打撃を受けた。以後長期的な不況に陥り、1922年（大正11年）には北海道の文珠炭鉱を三井鉱山に売却する。1923年（大正12年）9月、関東大震災が発生し東京の本店が焼失。さらには震災余波によって資金融通の道が尽く断たれ、会社は一千万円の負債を抱えて破綻寸前となった。従業員への給与も3ヶ月にわたり滞り、再び香村が三井との交渉に当たる。
この時期は若手社員が日々大阪市場を駆けずり回って鋼材を売り捌き、その代金を副社長の長一郎がリュックに詰めて担いで運んだ。現金を背負った長一郎が仙人峠を越えて釜石へ着くと、従業員一同はその金でやっと食料を得るといった窮状であった。
1924年（大正13年）3月6日、釜石鉱山と製鉄所を三井が継承する契約が調印され、田中鉱山株式会社の解散が決定。その3日後に社長であった父・二代目長兵衛は危篤となりこの世を去った。後事を託された長一郎はこの時満42歳。家督を相続し、残る金瓜石鉱山の経営を引き継いだ。この時期、自身で創業した参松合資会社を経営していた従兄の横山長次郎は田中家救済に手を差し伸べたとされる。
同年7月、三井鉱山の下で釜石鉱山株式会社が発足。会長に牧田環、常務取締役に西村小次郎（製鉄所所長を兼任）と香村小録、他一名。長一郎は取締役に、釜石製鉄所の第三代所長を務めた横山虎雄は監査役に選任され、2人は1928年（昭和3年）7月までその職を務めた。釜石の官営製鉄所跡払い下げの打診があった明治17年から昭和3年まで、44年間にわたってこれと深く関わり家業とした田中家は、長一郎の取締役辞任をもってその経営から完全に離れることになる。
1912年（大正元年）には日本一の金産出量を誇った台湾金瓜石の鉱山もこの頃はかなり低迷しており、活路を見出す為には大きな資金を投じる必要があった。専門家も今後大規模な産出の見込み無しとしたこの鉱山を売る意向を示した長一郎に対し、台湾の三太郎と呼ばれた後宮信太郎が手を挙げる。1925年（大正14年）11月、現地調査のため台湾に赴いていた長一郎は金瓜石鉱山の経営権を後宮に売却することで合意。田中鉱山金瓜石鉱業所の所長だった田中清は売却を機に退職し、後宮が設立する金瓜石鉱山株式会社の取締役に就任した。金瓜石はその後数年間綱渡りの状態が続き、1928年頃には日本鉱業に売却の話もあったが、1929年（昭和4年）に新しい金鉱脈を掘り当て大きな利益を得た。
翌1926年（大正15年）11月、田中商店の時代から調査課で長一郎と共に働いた田中七之助が代表となり中島石材工業株式会社を設立。長一郎は同社取締役に就く。また横山長次郎が創業した参松合資会社には松本烝治や佐々木修二郎らと並び有限責任社員として出資した。1935年（昭和10年）6月には参松製飴株式会社（後の参松工業株式会社）で生産したブドウ糖や水飴の販売会社、株式会社三松商店の取締役に就任。長一郎は1923年（大正12年）9月の関東大震災以降、三田の田中長兵衛邸（後の消防庁第一方面本部）を住まいとしたが、1933年（昭和8年）までに南品川へ移っている。晩年は大田区池上で暮らした。1969年12月没。

## 家族・親族
- 祖父の初代・田中長兵衛は明治政府が失敗し断念した日本最初の製鉄所を引き受けて成功させた。父はその釜石鉱山田中製鐵所を引き継ぎ発展させ、併せて台湾金瓜石などの鉱山運営も手がけた二代目長兵衛。
- 妻のタカ（1886年生）は白山御殿町に洋傘骨製造工場を持ち1895年（明治28年）より小石川区会議員を4期務めた岩崎清春の四女。義姉・みき（岩崎清春三女、1884年生）の夫である岩崎武治（福岡県・井上甚蔵の子、1873年生）は東京帝国大学工科大学の機械工学科を卒業し、三井物産を経てライジングサン石油に転じた。1910年（明治43年）に釜石製鉄所へ赴任し、後に中島石材工業会社の監査役を務めた岩崎盛太郎も親族である。
- 長一郎は妻・タカとの間に長三、長和、安子、なほ子、こう子の二男三女を授かる。長女・安子は東京瓦斯電気工業に勤める森太郎に嫁いだが、日本飛行学校などを創設した日本航空界のパイオニア・相羽有と第二次大戦後に再婚。次女・なほ子は公家である外山家の当主・外山英資子爵[35]に嫁いだ。
- 弟・田中長五郎（1883年10月生）は日本橋本町で三百年続く薬種医療機器商、鰯屋・松本市左衛門[36]の次女である林子との間に二子を得る[37]が、1915年9月に満31歳で早世[注 18]。後に二子のうち姉・いね子は岩井財閥の大番頭・安野譲の長男と、弟・豊長は同四女と縁組した。
- 叔父の横山久太郎は釜石鉱山田中製鐵所の初代所長であり三陸汽船の初代社長も務めた。その長男・長次郎は慶應義塾卒業後にハーバード大へ留学し冶金を学んだが、後に製鉄の道から離れ参松工業を創設。日本で初めて酸糖化法によるブドウ糖生産の事業化に成功した。
- 従姉妹の花子（初代長兵衛三女きちの四女）は伯父・横山久太郎の養女となる。花子の夫として婿養子に入った横山虎雄は六代・渋沢宗助の二男で、渋沢栄一の伯父の曾孫に当たる。花子は虎雄との間に四男二女をもうけ、長女の智子は田中虎之輔[注 19]の長男・一之助に、二女の敏子は中大路氏道の養嫡子・中大路俊安に嫁いだ[40]。